# 舟形町立舟形小学校
舟形町立舟形小学校（ふながたちょうりつ ふながたしょうがっこう）は山形県最上郡舟形町にある公立小学校。

## 概要
2013年に舟形小学校と長沢小学校、堀内小学校、富長小学校が統合して、舟形町唯一の小学校である舟形町立舟形小学校が開校した。

## 沿革

### 旧舟形小学校
- 1874年（明治7年） - 開校。
- 1884年（明治17年） - 最上郡第五番学区中等小学となる。
- 1887年（明治20年） - 舟形尋常小学校に改称。
- 1897年（明治30年） - 校舎新築。
- 1901年（明治34年） - 校内に舟形高等小学校を設置。
- 1904年（明治37年） - 舟形尋常高等小学校に改称。
- 1917年（大正6年） - 校舎増築。
- 1919年（大正8年） - 舟形中部尋常小学校に改称
- 1925年（大正14年） - 新校舎完成。
- 1941年（昭和16年） - 国民学校令により、舟形村中部国民学校に改称。
- 1947年（昭和22年） - 学制改革により、舟形村立中部小学校に改称。
- 1954年（昭和29年）12月1日 - 合併により舟形町立舟形小学校に改称。
- 1964年（昭和39年） - 新校舎完成。
- 1983年（昭和58年） - 港区立飯倉小学校との交歓学習始まる。
- 1989年（平成元年） - 世田谷区立代沢小学校との交流学習が始まる。
- 1997年（平成9年） - 新校舎完成。

### 新舟形小学校
- 2013年（平成25年）4月1日 - 舟形町立舟形小学校と舟形町立長沢小学校、舟形町立堀内小学校、舟形町立富長小学校 が統合して、新設の統合校の舟形町立舟形小学校が開校[1]。

## 通学区域
- 舟形町全域

## 進学先中学校
- 公立学校は、舟形中学校へ進学する。

## 周辺
- 社会福祉法人舟形町社会福祉協議会舟形ほほえみ保育園 - 同一敷地内で、かつ進学前保育園。
- 舟形村福祉避難所てとて/子育て支援センターみらい
- 山形県道56号新庄舟形線（中羽前街道）
- アユパーク舟形
- 小国川

## アクセス
- JR東日本奥羽本線舟形駅から、約1.3km・徒歩で約19分、車で約2分。